# Эскадренные миноносцы типа «Клемсон»
Эскадренные миноносцы типа «Клемсон» — тип эсминцев, насчитывающий 156 кораблей, которые служили во флотах США, Канады, Великобритании, Японии и СССР, начиная с Первой мировой войны и заканчивая концом 1940-х годов.
Эсминцы типа Клемсон строились по заказу ВМС США с 1919 по 1922 год. Постройка производилась на следующих верфях: Newport News Shipbuilding, New York Shipbuilding Corporation, William Cramp and Sons, Bethlehem Steel, Norfolk Naval Shipyard, Bath Iron Works и Mare Island NSY.
Данный тип являлся переработкой проекта Эскадренных миноносцы типа «Викс» под большую вместимость топлива. Также это был последний тип эсминцев США, не имеющий полубака (откуда и пошло их название «гладкопалубные четырёхтрубные»[«flush-seek and four striks»] или «гладкопалубные» [«flush-deckers»]) вплоть до появления эсминцев типа «Флетчер». Помимо того, это была самая большая серия эсминцев, опять-таки до появления «Флетчера».

## История появления
Изначально класс Клемсон являлся просто усовершенствованием класса эсминцев Викс. Несмотря на то, что тип Викс достаточно хорошо показал себя на службе, всё же было желание усилить противолодочное вооружение кораблей. Таким образом, основной задачей при проектировании было увеличение размера кораблей. Для выполнения этого требования пришлось уменьшить крейсерскую скорость корабля до 26—28 узлов, убрать два котла, освобождая водоизмещение для глубинных бомб и топлива. Такое устройство корабля легло в основу эскортных эсминцев Второй мировой войны.
Также был рассмотрен вариант усиления пушечного вооружения с 4-дюймовых (102 мм) пушек до 5-дюймовых (127 мм), но только пять кораблей (DD-231 DD-235) были вооружены 5-дюймовыми орудиями. Кроме того, коническая форма кормы эсминцев типа Викс приводила к большому радиусу поворота и были попытки исправить этот дефект, хотя это и не было исправлено в окончательном варианте. В конце концов, Генеральный совет решил сохранить скорость 35 узлов, чтобы позволить эсминцам типа Клемсон сопровождать флот. Срочная необходимость в эсминцах заставила отменить все изменения, которые бы серьёзно замедлили производство по сравнению с типом Викс. Бортовые баки для мазута были установлены по оба борта кораблей для увеличения дальности плавания. Этот выбор конструкции означал, что жидкое топливо будет храниться выше ватерлинии и создают дополнительный риск, но флот считал, что дополнительные 9100 км (4900 морских миль) дальности плавания стоят этого риска. Дополнительные усовершенствования включали установки орудий, предполагавшие установку 4х1 — 127-мм пушек, увеличенный руль, для уменьшения радиуса поворота, а также дополнительное 76-мм зенитное орудие рядом с рубкой.
Класс соответствовал рекомендациям Генерального совета для производства эсминцев для борьбы с подводными лодками, итогом которых являлись 267 эсминцев типов «Викс» и «Клемсон». Тем не менее, конструкция судов оставалась подходящей для совместной работы с линкорами.

## Конструкция

### Вооружение
Основное вооружение корабля было таким же, как и у типа Викс: 4х1 — 102 мм и 4х3 — 533 мм. Изначально корабли несли торпеды Mark 8, и, вероятно, они оставались стандартными торпедами для этого класса, так как именно торпеды Mark 8 поступили в Великобританию вместе с эсминцами, выданными в обмен на базы.
Хотя конструкция позволяла два зенитных орудия, большинство кораблей нес только одну 76-мм зенитную пушку, как правило, на кормовой рубке. Кормовое зенитное орудие часто убиралось, чтобы оставить больше места для глубинных бомб. Противолодочное вооружение было добавлено во время строительства или сразу после его окончания. Как правило, два бомбосбрасывателя были на корме, а также Y-пушки спереди от кормовой рубки.
Несмотря на возможность установки 127-мм орудий, только семь кораблей были построены с усиленным пушечным вооружением. Ещё два корабля, Ховей и Лонг, имели 4х2 — 102-мм, то есть всего восемь пушек (четыре установки по две 102-мм пушки, установленные на одной тумбе на малом расстоянии друг от друга (затворы открывались в разные стороны), а на кораблях DD 231—235 были установлены 4х1 — 127-мм, таким образом только пять «флэшдекеров» получили эти орудия. Причин здесь несколько: слишком тяжелые и неповоротливые пятидюймовки (с длиной ствола 51 калибр) были неудобны для использования на эсминцах, кроме того, они требовались для вооружения строившихся линейных кораблей. Живучесть 102 мм орудий составляла 400—500 выстрелов.

## История службы
Четырнадцать кораблей данного типа участвовали в происшествии у точки Хонда в 1923 году. В результате этого происшествия семь из них были потеряны.
Многие корабли никогда не участвовали в военной службе, так как значительное число кораблей было выведено из эксплуатации в 1930 году и утилизированы в рамках Лондонского морского Договора. Около 40 эсминцев были списаны или иным образом утилизировались в 1930—31, так как их котлы быстро изнашивались в процессе эксплуатации. Гладкопалубники вводились в эксплуатацию только в качестве замены. К 1936 году оставалось только 169 эсминцев-гладкопалубников, четыре из них — типа Кодуэлл, а остальные — типы Викс и Клемсон. В 1937 году четыре эсминца типа Клемсон были переделаны в минные заградители, как и несколько кораблей типа Викс.
Пятьдесят кораблей этого типа были переданы в Королевский флот в 1940 году, по договору «эсминцы в обмен на базы», где они стали частью типа Таун. Другие были обновлены или преобразованы в корабли различных классов и служили во время Второй мировой войны.
Большинство судов, оставшихся в службе во время Второй мировой войны, были перевооружены универсальными 76-мм пушками, чтобы обеспечить более эффективную ПВО-защиту. Тендер гидропланов, созданный на базе эсминца типа Клесон, получил 2 орудия. Высокоскоростные транспорты, минные заградители и тральщики получили по 3 пушки, а те, что сохранили классификацию эсминца, получили 6 пушек. Их пушки (Мк 9) были переданы вооружённым транспортным судам для противолодочной защиты. У кораблей, переоборудованных в тральщиков, торпедные аппараты были заменены устройством для траления. Но кораблей всё равно оставалось так много, что модернизацию всех решили не проводить, ограничившись снятием двух кормовых торпедных аппаратов и установкой на их месте 20-мм «эрликонов».
Эсминец Стюарт был затоплен близ острова Сурабая 2 марта 1942 года, после капитуляции Голландской Ост-Индии. Эсминец был поднят, отремонтирован, и введён в состав Императорского флота Японии как PB-102. Корабль был возвращён в ВМС США после окончания Второй мировой войны. Кроме того, во время войны было потеряно 17 эсминцев типа Клемсон.
Обломки двух кораблей этого типа остаются в районе залива Сан-Франциско. Это корабли Корри, в нескольких милях к северу от Mare Island Navy Yard, на реке Напа, и Томпсон в южной части залива. Они были использованы в качестве мишени для бомбардировки во время Второй мировой войны.